# Поножовщина в школе Спишска Стара Вес
16 января 2025 года в средней школе в городе Спишска-Стара-Вес, в Словакии недалеко от границы с Польшей, произошло нападение с ножом. 18-летний ученик убил помощницу директора школы и свою однокурсницу, также одна ученица была ранена. После нападения преступник был арестован.

## Ход событий
Нападение произошло в гимназии на улице Штурова около 13:00 16 января 2025 года.
После нападения преступник скрылся с места происшествия. Полиция предупредила местных жителей о том, что в городе вооружённый человек, и предупредила жителей не приближаться к нему. Он был арестован примерно через час после инцидента в лесу, недалеко от деревни Матиашовце.

## Преступник
Самуэль Страшко, которому на момент нападения было 18 лет, был идентифицирован как нападавший и арестован. Преступник перевёлся в эту школу из гимназии в Кежмароке и был известен как отличник, представлявший свою предыдущую школу на соревнованиях по математике и немецкому языку, а также на различных спортивных соревнованиях. До нападения он неоднократно угрожал своим одноклассникам расправой.

## Жертвы
Погибли 52-летняя помощница директора школы, и 18-летняя ученица. Ещё одна 18-летняя ученица была доставлена в больницу с ножевыми ранениями.

## Реакции
Министр внутренних дел Матуш Шутай Эшток и министр образования Томаш Друкер немедленно отправились в Спишска-Нова-Вес, чтобы выразить соболезнования и поддержку местным властям. Лидер оппозиции Михал Шимечка, министр здравоохранения Камиль Шашко, губернатор Прешовского края Милан Майерский и другие политики и лидеры гражданского общества осудили нападение с ножом. Аналогичным образом президент Словакии Петер Пеллегрини осудил нападение и выразил соболезнования семьям жертв.